# محمد الصغير (رياضي)
محمد الصغير  ولد في 18 يوليو 1988، هو لاعب ألعاب قوى في تخطي الحواجز تونسي.

رقمه القياسي في 400 متر تخطي الحواجز هو 49.22 ثانية وحققه في ملعب مدينة لا شو دو فون في سويسرا. هذا الرقم هو من جهة أخرى أفضل رقم قياسي لتونس في هذه الفئة.

شارك الصغير في بطولة العالم لألعاب القوى 2015 لكنه لم يحقق أي ميدالية. سيمثل بلاده في الألعاب الأولمبية الصيفية 2016 التي ستقام في البرازيل.

## سجل منافساته
| العام      | المسابقة                            | المكان                    | المركز     | حدث             | ملاحظة       |
| ممثلا تونس | ممثلا تونس                          | ممثلا تونس                | ممثلا تونس | ممثلا تونس      | ممثلا تونس   |
| ---------- | ----------------------------------- | ------------------------- | ---------- | --------------- | ------------ |
| 2005       | بطولة أفريقيا للناشئين لألعاب القوى | رادس، تونس                | 7          | 400 متر حواجز   | 54 ث 38      |
| 2005       | بطولة أفريقيا للناشئين لألعاب القوى | رادس، تونس                | 2          | 4x400 متر حواجز | 3 دق 12 ث 43 |
| 2006       | بطولة العالم للناشئين لألعاب القوى  | بكين، الصين               | 29         | 400 متر حواجز   | 53 ث 89      |
| 2009       | ألعاب البحر الأبيض المتوسط          | بسكارا، إيطاليا           | 4          | 400 متر حواجز   | 51 ث 25      |
| 2009       | ألعاب البحر الأبيض المتوسط          | بسكارا، إيطاليا           | 6          | 4x400 متر تتابع | 3 دق 08 ث 75 |
| 2009       | الألعاب الفرانكوفونية               | بيروت، لبنان              | 8          | 400 متر حواجز   | 54 ث 67      |
| 2010       | بطولة أفريقيا لألعاب القوى          | نيروبي، كينيا             | 6          | 400 متر حواجز   | 50 ث 05      |
| 2012       | بطولة أفريقيا لألعاب القوى          | بورتو نوفو، بنين          | 5          | 400 متر حواجز   | 50 ث 37      |
| 2013       | البطولة العربية لألعاب القوى        | الدوحة، قطر               | 2          | 400 متر حواجز   | 50 ث 94      |
| 2013       | الألعاب الفرانكوفونية               | نيس، فرنسا                | 3          | 400 متر حواجز   | 50 ث 46      |
| 2014       | بطولة أفريقيا لألعاب القوى          | مراكش، المغرب             | 6          | 400 متر حواجز   | 50 ث 62      |
| 2015       | بطولة العالم لألعاب القوى           | بكين، الصين               | -          | 400 متر حواجز   | غير مؤهل     |
| 2015       | ألعاب عموم أفريقيا                  | برازافيل، جمهورية الكونغو | 3          | 400 متر حواجز   | 49 ث 32      |

## روابط خارجية
- محمد الصغير على موقع الاتحاد الدولي لألعاب القوى (الإنجليزية)
- محمد الصغير على موقع أوليمبيديا (الإنجليزية)

- صفحة محمد الصغير على موقع الاتحاد الدولي لألعاب القوى.